# Биржишка, Викторас
Викторас Биржишка (лит. Viktoras Biržiška; 23 февраля 1886, Векшняй (ныне — Мажейкский район) — 27 января 1964, Чикаго) — литовский математик, общественный деятель; брат Вацловаса Биржишки и Миколаса Биржишки.

## Биография
Из дворян. Окончил гимназию в Шавлях (1904). Поступив в Санкт-Петербургский технологический институт на отделение механики, обучался на правах вольнослушателя в Санкт-Петербургском университете. Был участником и организатором литовской культурной деятельности. Активно участвовал в событиях революции 1905 года. По окончании института (1914) служил в оружейном обществе Барановского, был директором его фабрики (1917). После Октябрьской революции несколько раз подвергался арестам. 
В 1920 году вернулся в Литву и обосновался в Вильно. Преподавал математику, физику и химию в гимназии Витовта Великого, в Учительской семинарии и на Высших курсах. В 1922 году вместе с братом Миколасом Биржишкой был арестован польскими властями и заключён в Лукишскую тюрьму. Месяц спустя был выслан в Каунас. 
В 1922—1926 годах был начальником артиллерийского снабжения Министерства обороны Литвы. Одновременно в 1922—1939 годах преподавал в Литовском университете (с 1930 году Университет Витовта Великого). Профессор (1928); с 1931 года заведующий кафедрой математического анализа. 
Был председателем секции математики Общества натуралистов, редактором математического отдела Литовской энциклопедии („Lietuviškoji enciklopedija“), для которой написал около трёхсот статей. В 1939—1941 годах возглавлял кафедру математического анализа Вильнюсского университета. Редактировал учебники математики для гимназий. 
В 1944 году эмигрировал в Австрию, затем перебрался в Германию. В 1946—1949 годах преподавал в Прибалтийском университете в Гамбурге-Пиннеберге. 
С 1950 года жил в Соединённых Штатах Америки, зарабатывал на жизнь физическим трудом и уроками математики. Умер в Чикаго. 11 июля 2018 года прах был перезахоронен на кладбище Расу в Вильнюсе.

## Научная деятельность
Важнейшие труды — „Įvadas analizin“ (1927), „Integralinio skaičiavimo pagrindai“ (1928), „Matematiškosios tikimybių teorijos pagrindai“ (1930). 
Написал книгу воспоминаний „Neužgyjančios žaizdos“ (1920—1922); второе издание вышло под названием „Dėl mūsų sostinės“ (1936; 1966). В эмиграции вместе с братом Миколасом Биржишкой завершил подготовку к изданию трёхтомного библиографического свода Вацловаса Биржишки „Aleksandrynas“ (Чикаго, 1960—1965; Вильнюс, 1990). 